# ナタナエウ・バチスタ・ピメンタ
ナタナエウ（Natanael）ことナタナエウ・バチスタ・ピメンタ（ポルトガル語: Natanael Batista Pimenta、1990年12月25日 - ）は、ブラジルとブルガリアのサッカー選手。ポジションはDF。

## クラブ歴
ブファロ・エスコラ・ジ・フチボウでサッカーを始めた。2009年にオペラリオ-MTで選手となった。2011年にクイアバECに移籍。
2013年12月19日にクイアバとの契約が満了し1年契約でアトレチコ・パラナエンセに加入。4月20日にスターティングメンバーに名を連ねてカンピオナート・ブラジレイロ・セリエA初出場。7月3日に新たに3年契約を締結。スターティングメンバーとして31試合に出場し、コパ・リベルタドーレス2014でもレギュラーを務めるなど大抜擢の一年であった。2015年3月22日にカンピオナート・パラナエンセで移籍後初得点。
2015年7月にPFCルドゴレツ・ラズグラドに移籍。8月8日にはセカンドチームで55分出場しブルガリアデビューとなったが、16日にはトップチームでフル出場、レギュラーとしてUEFAチャンピオンズリーグ 2016-17 予選の6試合全てに出場、グループリーグ進出の快挙にも貢献した。グループリーグではパリ・サンジェルマンFC相手にフリーキックから得点をする活躍を見せたがこの試合は3ゴールを浴びて敗北した。